# Беллон (Па-де-Кале)
Беллон (фр. Bellonne) — коммуна во Франции, входит в регион О-де-Франс, департамент Па-де-Кале, округ Аррас, кантон Бребьер. 

## География
Расположена в 5 км по автодорогам к юго-юго-востоку от города Бребьер и в 23 км по автодорогам к востоку от Арраса.
Граничит с коммунами Гуи-су-Беллон, Нуаель-су-Беллон и Торткен, а также с коммуной Эстре департамента Нор.

## История
Впервые упоминается в 1140 году в форме Belona.
С 1793 по 1801 годы коммуна входила в состав кантона Витри района Аррас департамента Па-де-Кале.
Затем до кантональной реформы 2015 года коммуна входила в состав кантона Витри (с 1886 года — Витри-ан-Артуа) округа Аррас.

## Достопримечательности и инфраструктура

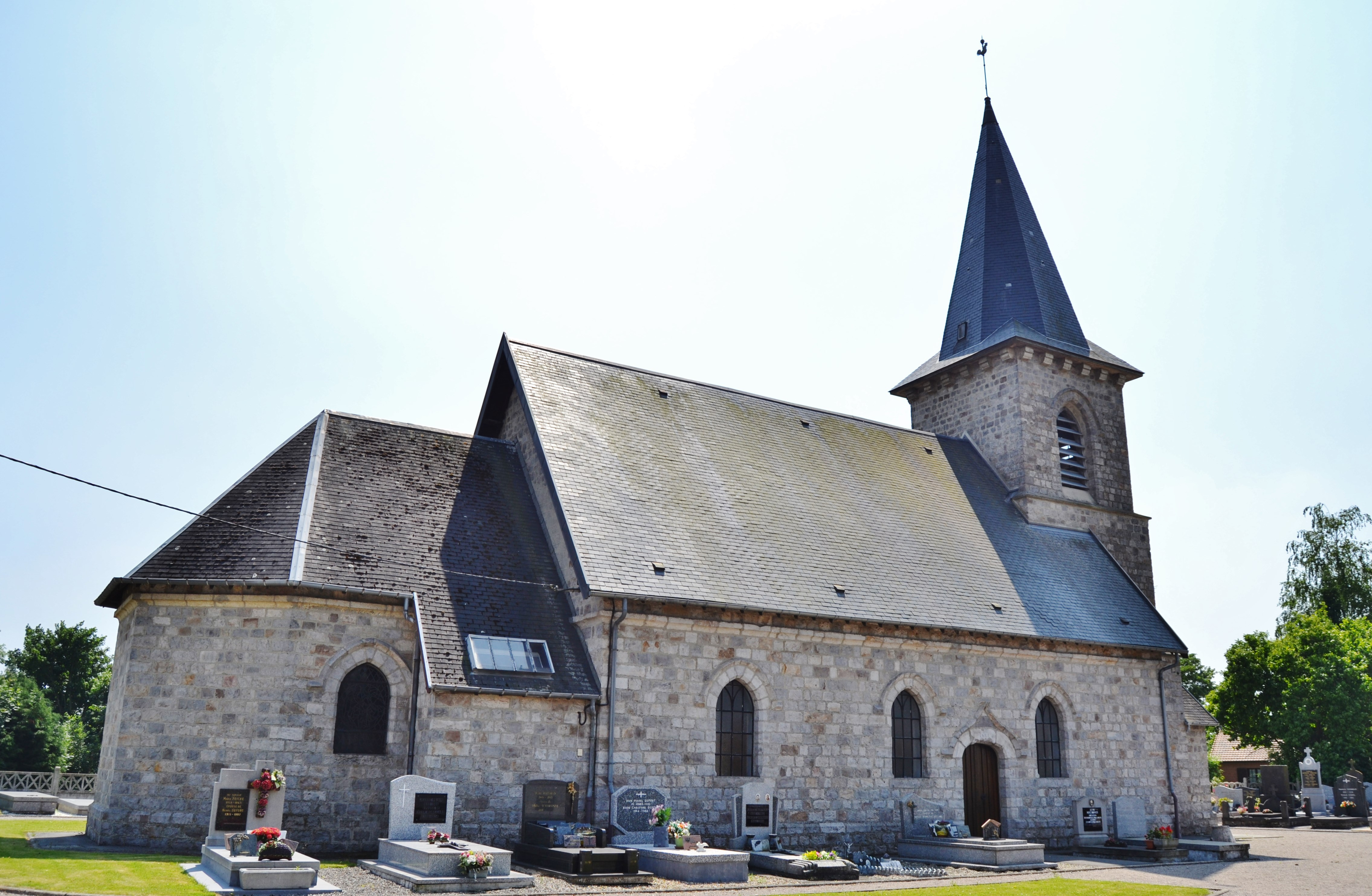
Церковь св. Мартина

- Католическая церковь святого Мартина, восстановленная после Первой мировой войны, с кладбищем вокруг неё.
- Памятник павшим в виде распятия.
- Спортивная площадка.

## Экономика
Средний располагаемый доход на домохозяйство в 2020 году составлял 25910 евро. Уровень безработицы в 2016 году — 15,5 % (в 2011 году — 6,9 %). Из 146 жителей в возрасте от 15 до 64 лет — 59,6 % работающих, 11,0 % безработных, 8,9 % учащихся, 15,1 % пенсионеров и 5,5 % других неактивных.
Из 87 работающих 5 работали в своей коммуне, 82 — в другой. 87,4 % работающих добирались на работу на автомобиле.
Структура предприятий (всего 18) и рабочих мест (всего 6) в коммуне по состоянию на 31 декабря 2015 года:
- сельское хозяйство — 12,5 %
- промышленность — 4,2 %
- строительство — 12,5 %
- торговля, транспорт и сфера услуг — 41,7 %
  - в том числе торговля и ремонт автомобилей — 16,7 %
- государственные и муниципальные службы — 29,2 %

В этот период в сельском хозяйстве было одно микропредприятие с одним наёмным работником и одно учреждение без наёмных работников. В сфере услуг, торговли и транспорта имелось 10 учреждений (из них 4 — в сфере торговли и ремонта автомобилей) без наёмных работников. В сфере государственных и муниципальных служб было одно предприятие с 4 наёмными работниками и два учреждения без наёмных работников. Также имелось одно микропредприятие с одним наёмным работником и одно учреждение без наёмных работников в строительстве и одно учреждение без наёмных работников в промышленности.
В 2016 году в коммуне работали 8 человек. По состоянию на конец 2021 года, кроме индивидуальных предпринимателей, имелось одно микропредприятие с 1 наёмным работником в сельском хозяйстве, одно микропредприятие с 1 наёмным работником в сфере услуг, торговли и транспорта, одно микропредприятие с одним работником в строительстве, а также одно предприятие с 4 наёмными работниками в сфере государственных и муниципальных служб. Крупных предприятий в коммуне нет.

## Политика
Пост мэра с 2020 года занимает Бернар Годфруа (Bernard Gaudefroy), до этого с 2006 года его занимал Даниэль Гай (Daniel Gay). В муниципальный совет входит 11 депутатов, включая мэра. В 2020 году они были выбраны в первом туре.

## Демография
| Год  | Численность | Численность |
| ---- | ----------- | ----------- |
| 1793 | 110         | [ 10 ]      |
| 1800 | 174         | [ 10 ]      |
| 1806 | 190         | [ 10 ]      |
| 1821 | 211         | [ 10 ]      |
| 1831 | 213         | [ 10 ]      |
| 1836 | 209         | [ 10 ]      |
| 1841 | 212         | [ 10 ]      |
| 1846 | 207         | [ 10 ]      |
| 1851 | 198         | [ 10 ]      |
| 1856 | 210         | [ 10 ]      |
| 1861 | 221         | [ 10 ]      |
| 1866 | 215         | [ 10 ]      |
| 1872 | 201         | [ 10 ]      |
| 1876 | 196         | [ 10 ]      |
| 1881 | 191         | [ 10 ]      |
| 1886 | 188         | [ 10 ]      |
| 1891 | 174         | [ 10 ]      |
| 1896 | 172         | [ 10 ]      |
| 1901 | 172         | [ 10 ]      |
| 1906 | 163         | [ 10 ]      |
| 1911 | 151         | [ 10 ]      |
| 1921 | 104         | [ 10 ]      |
| 1926 | 114         | [ 10 ]      |
| 1931 | 105         | [ 10 ]      |
| 1936 | 108         | [ 10 ]      |
| 1946 | 108         | [ 10 ]      |
| 1954 | 116         | [ 10 ]      |
| 1962 | 115         | [ 10 ]      |
| 1968 | 115         | [ 10 ]      |
| 1975 | 127         | [ 10 ]      |
| 1982 | 166         | [ 10 ]      |
| 1990 | 263         | [ 10 ]      |
| 1999 | 249         | [ 10 ]      |
| 2006 | 260         | [ 11 ]      |
| 2007 | 257         | [ 12 ]      |
| 2008 | 253         | [ 13 ]      |
| 2009 | 246         | [ 14 ]      |
| 2010 | 239         | [ 15 ]      |
| 2011 | 232         | [ 16 ]      |
| 2012 | 231         | [ 17 ]      |
| 2013 | 228         |             |
| 2014 | 224         | [ 18 ]      |
| 2015 | 220         | [ 19 ]      |
| 2016 | 222         | [ 20 ]      |
| 2017 | 211         | [ 21 ]      |
| 2018 | 207         | [ 22 ]      |
| 2019 | 203         | [ 23 ]      |
| 2020 | 206         | [ 24 ]      |
| 2021 | 210         | [ 25 ]      |
| 2022 | 213         | [ 26 ]      |

В 2016 году в коммуне проживало 216 человек (112 мужчин и 104 женщины), 58,7 % из 189 человек в возрасте от 15 лет состояли в браке.
| Мужчин | Возраст | Женщин |
| ------ | ------- | ------ |
| 1      | 90+     | 0      |
| 6      | 75—89   | 5      |
| 27     | 60—74   | 30     |
| 34     | 45—59   | 25     |
| 17     | 30—44   | 15     |
| 18     | 15—29   | 11     |
| 9      | 0—14    | 18     |

С 2011 по 2016 год средняя ежегодная убыль населения составляла 1,4 % (естественный прирост — 0,1 %, миграционная убыль — 1,5 %). Средний уровень рождаемости составлял 5,3 ‰, а уровень смертности — 4,4 ‰.
В коммуне был 91 частный дом, из них 88 основных (первых) домов, 1 являлся вторым (запасным) домом и 2 пустовали. На каждый первый дом приходилось в среднем 2,45 человека. Из 88 первых домов 83 находились в собственности, 5 арендовались.
Из первых домов больше половины (46) были построены между 1971 и 1990 годами, 15 — между 1946 и 1970 годами, 12 — между 1919 и 1945 годами, 11 — между 1991 и 2005 годами, и лишь по 2 — до 1919 года и после 2005 года. Среднее количество комнат в первых домах — 5,3. 75 первых домов имели отопление, в том числе 25 — электрическое.
Из 88 домохозяйств 86 имели автомобили, в том числе 33 — один автомобиль, 53 — два или более автомобиля.
Количество учащихся составляло 42 человека. Ближайшие детские сады и начальные школы располагаются в соседних коммунах.
Из 172 закончивших обучение 18,6 % не имели образования или окончили начальную школу или коллеж, 30,2 % имели среднее или среднее профессиональное образование, 23,8 % окончили лицей, 27,3 % имели высшее или неоконченное высшее образование.